# Smyslov (přírodní památka)
Smyslov je přírodní památka poblíž obce Kadov v okrese Strakonice.

## Flóra
Důvodem ochrany je komplex balvanitých pastvin a vlhkých luk, který je reprezentativní ukázkou typické krajiny Blatenska. Roste zde např. jalovec obecný (Juniperus communis), prstnatec májový (Dactylorhiza majalis), tolije bahenní (Parnassia palustris), čertkus luční (Succisa pratensis), suchopýr úzkolistý (Eriophorum angustifolium), vrba rozmarýnolistá (Salix rosmarinifolia), mochna bahenní (Potentilla palustris), ostřice stinná (Carex umbrosa), ostřice vyvýšená (Carex elata) a další.

## Galerie

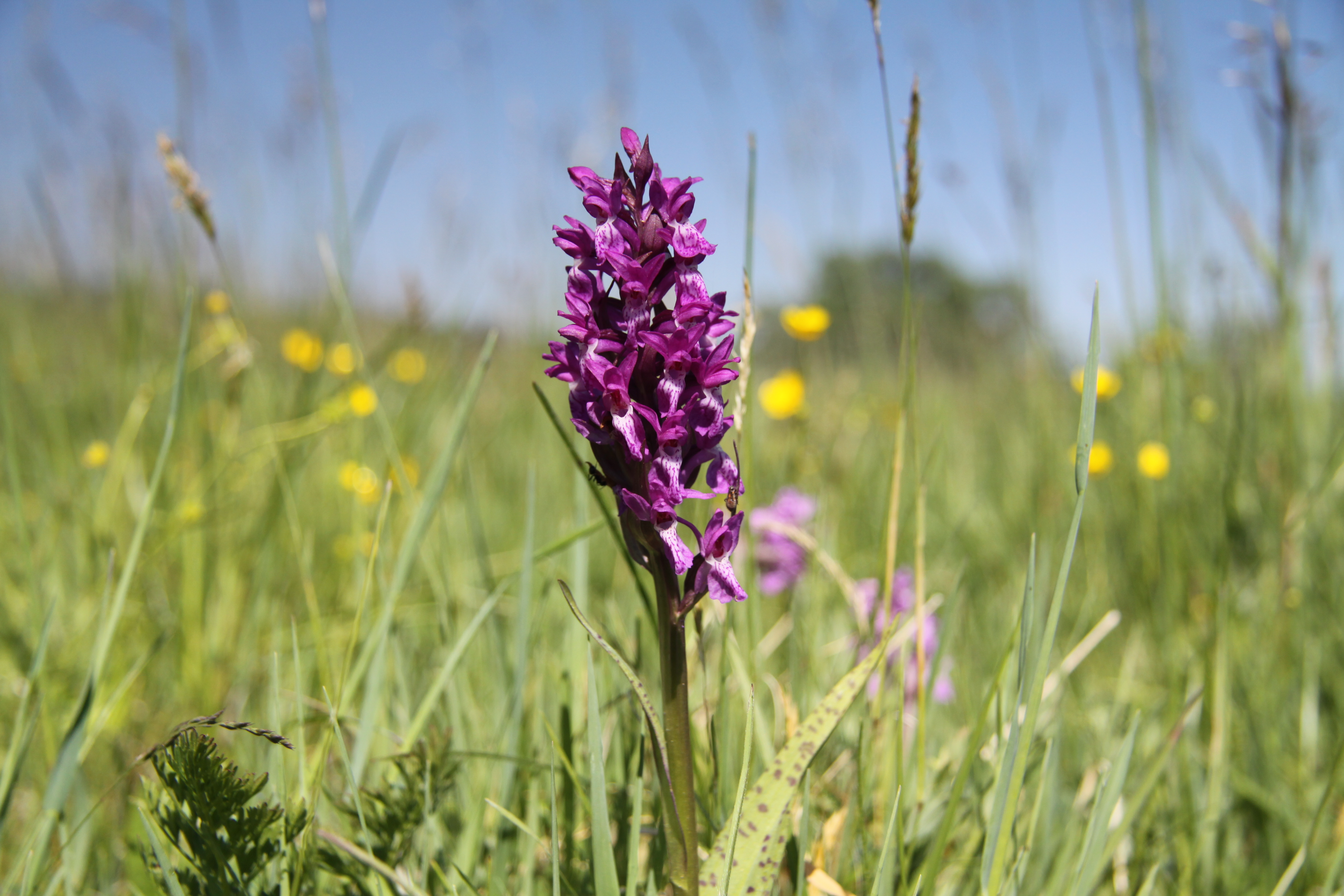
Prstnatec májový
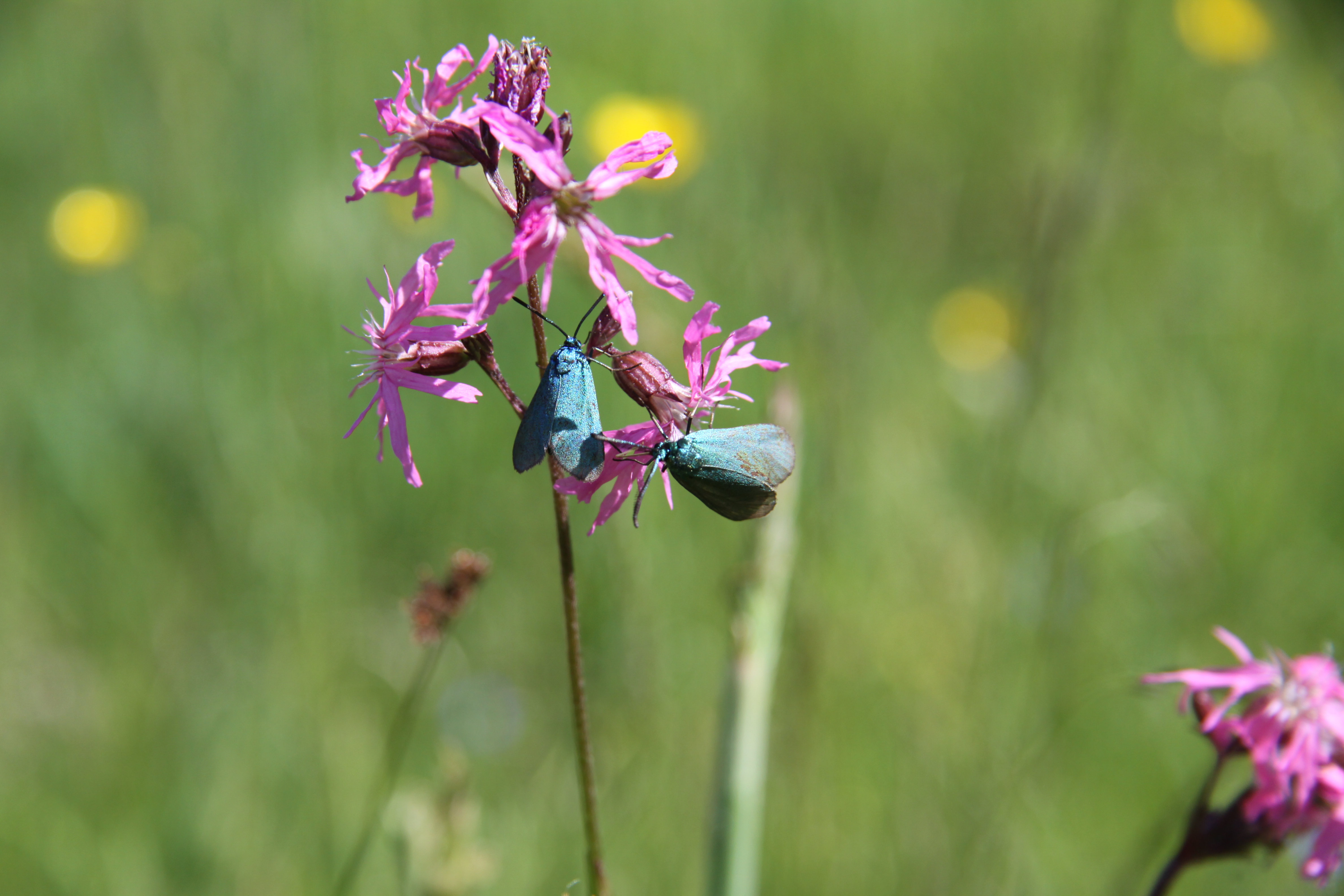
Hmyz na květině
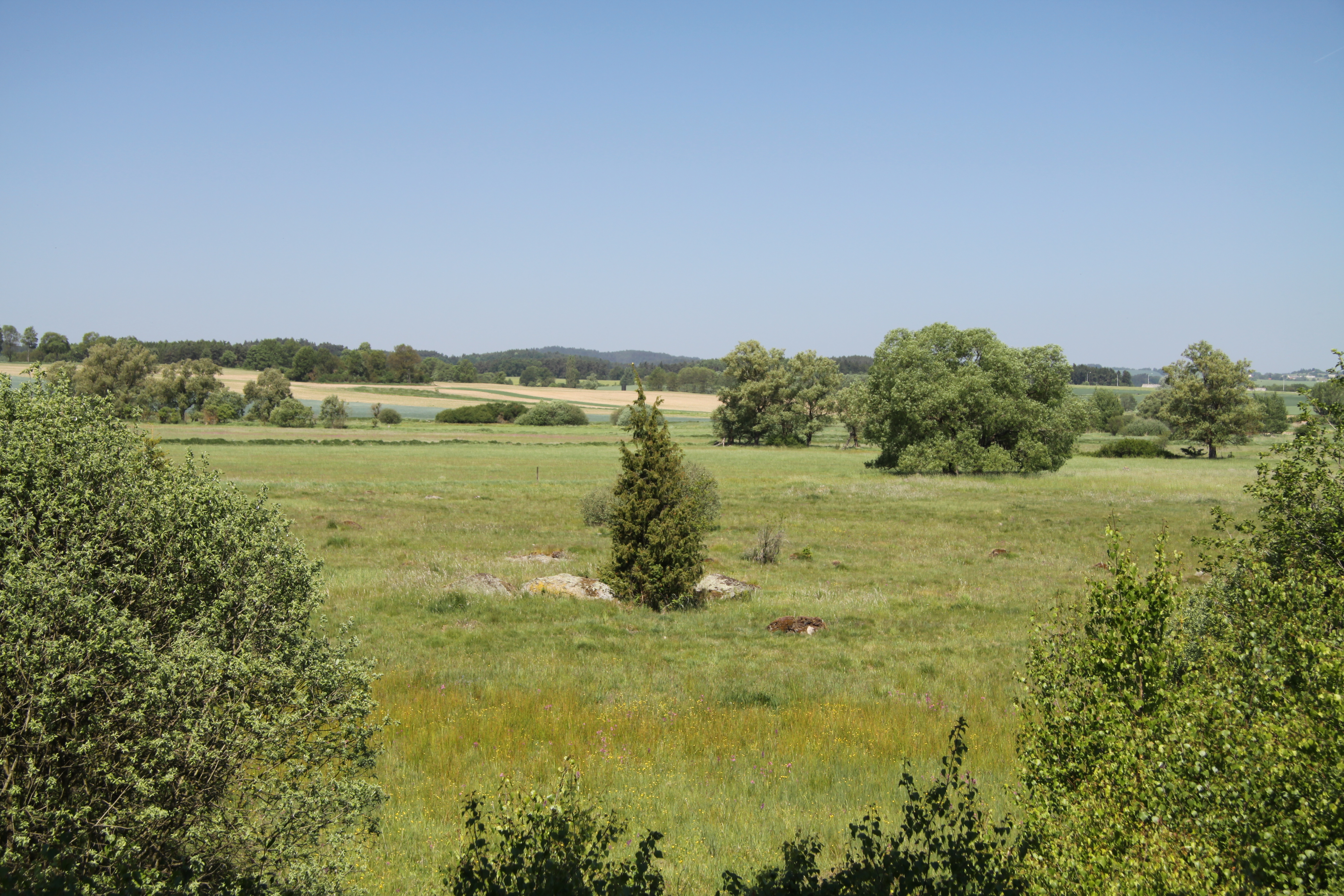
Posekaná louka s jalovcem obecným
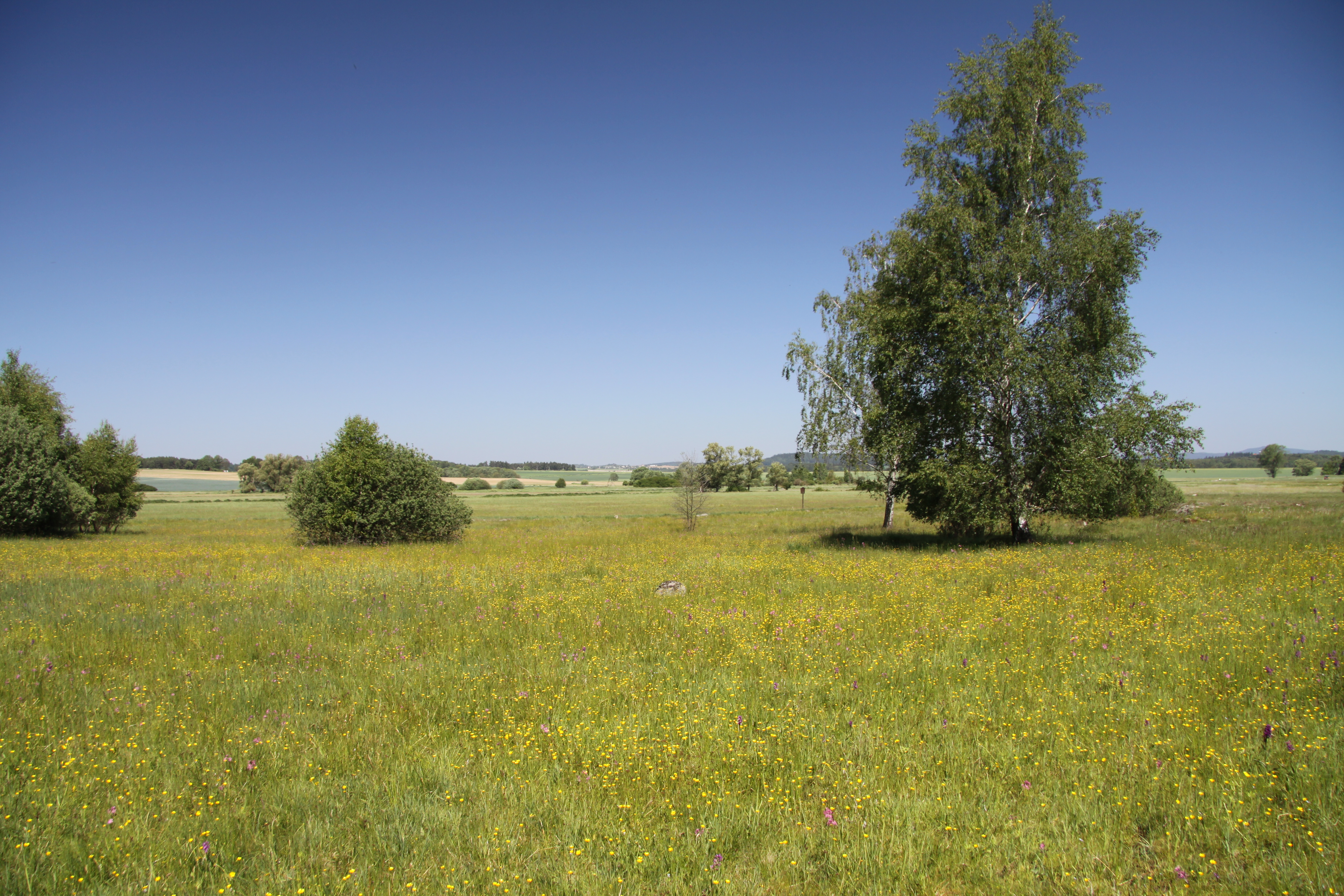
Rozkvetlá louka